# Paula Gardiner

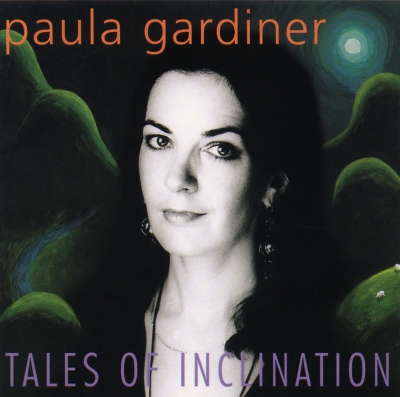
Albumcover von Paula Gardiners Debütalbum Tales of Inclination

Paula Gardiner (* um 1963) ist eine britische Jazzmusikerin (Kontrabass, auch Gitarre, Flöte) und Komponistin.

## Leben und Wirken
Gardiner entstammt einer Musikerfamilie in Wales; ihr Vater arbeitete als Schlagzeuger in einer Tanzband. Als Kind lernte sie Gitarre. Mit 13 Jahren besuchte sie die Music Camps von John Dankworth und Cleo Laine. Mit 17 Jahren begann sie ein klassisches Gitarrenstudium am Royal Welsh College of Music & Drama; zwei Jahre später leitete sie die Theatermusik einer Aufführung des National Youth Theatre of Wales. Seit 1981 schrieb sie Musik für Kurzfilme und das Theater und arbeitete für den Fernsehkanal S4C, der sein Programm auf Walisisch sendete. Erst mit 27 Jahren lernte sie Kontrabass, den sie sieben Jahre lang in einer afro-kubanischen Band spielte. Auch gehörte sie zur Bigband von Crissie Lee. Sie war an den Aufnahmen von Weekend in Wales (1993) von Alison Statton & Spike beteiligt.
Gardiner legte unter eigenem Namen nach ihrem Debüt Tales of Inclination (1995) bislang (2018) drei Alben vor, zuletzt 2008 Hot Lament, in Triobesetzung eingespielt mit dem Saxophonisten Lee Goodall und dem Schlagzeuger Mark O’Connor. Dres Weiteren gehörte sie dem Dave Stapleton Quintet an, zu hören auf den Alben When Life Was In Black And White (2005), The House Always Wins (2007), Catching Sunlight (2008) und Between the Lines (2009). 
Gardiner unterrichtet seit 2001 Jazz am Royal Welsh College of Music & Drama. Mittlerweile leitete sie dessen Jazzabteilung und ist Mitglied des Jazz Comitee der British Academy of Songwriters, Composers & Authors. Zudem ist sie Ehrenvorsitzende der Organisation Women in Jazz in Swansea. 2012 erhielt sie eine Nominierung für den Parliamentary Jazz Award for Education.